# Nie obchodzi nas rock
Nie obchodzi nas rock – drugi album polskiej grupy muzycznej Video, wydany 31 maja 2011 roku przez wydawnictwo muzyczne EMI Music Poland. Album zawiera 12 utworów, w tym single „Fantastyczny lot”, „Szminki róż”, „Papieros”, „Nie obchodzi nas rock” (cover „Nie obchodzi nas nic” punkrockowego zespołu muzycznego PRL), czy „Andrzej Chyra” w hołdzie znanemu aktorowi Andrzejowi Chyrze. Pierwotnie album miał być zatytułowany "Videologia".

## Lista utworów
Opracowano na podstawie materiału źródłowego
| #   | Tytuł                   |
| --- | ----------------------- |
| 1.  | „1976”                  |
| 2.  | „Nie obchodzi nas rock” |
| 3.  | „Papieros”              |
| 4.  | „Środa czwartek”        |
| 5.  | „Piątek”                |
| 6.  | „Sorry”                 |
| 7.  | „UV 400”                |
| 8.  | „Szminki róż”           |
| 9.  | „Fantastyczny lot”      |
| 10. | „Asele”                 |
| 11. | „Olewam”                |
| 12. | „Andrzej Chyra”         |